# جيمس آرثر ماتيو
جيمس آرثر ماتيو هو سياسي كندي، ولد في 21 أغسطس 1869 بألما في الولايات المتحدة، وتوفي في 23 نوفمبر 1966. حزبياً، نشط في حزب أونتاريو المحافظ التقدمي. وقد انتخب عضو برلمان مقاطعة أونتاريو.